# Giovanna Fra
Giovanna Fra (Pavia, 1967) è un'artista e pittrice italiana.

## Biografia
Nata a Pavia, Giovanna Fra ha studiato restauro conservativo e si è diplomata in Pittura all'Accademia di Belle Arti di Brera nel 1993, con una tesi su John Cage e sul rapporto tra arte e musica nel secolo passato.

### Stile
Nelle sue opere si manifesta una sinergia di componenti artistici diversi. Nelle sue rappresentazioni - definite ipergrafie - la moda, la pittura, la scultura e la fotografia si mescolano in libertà. Giovanna Fra realizza le sue opere con tecniche diverse: dipinge su tela, con ricche pennellate; realizza ceramiche e le texture, che sono fotografie digitali stampate su tela, che contengono ingrandimenti di dipinti oppure di trame di tessuti, caricate di suoi interventi pittorici: singole pennellate, colori a macchia o grumi di colore, nitido e chiaro oppure evanescente.
Le sue ipergrafie richiamano le "tele computerizzate", tipiche degli ultimi anni di Mario Schifano. Il tratto è materico, espressivo e netto, tanto da apparire naturale. Vittorio Sgarbi l'ha così definita: «Giovanna Fra dipinge sospensioni, momenti di isolamento dal contingente.»

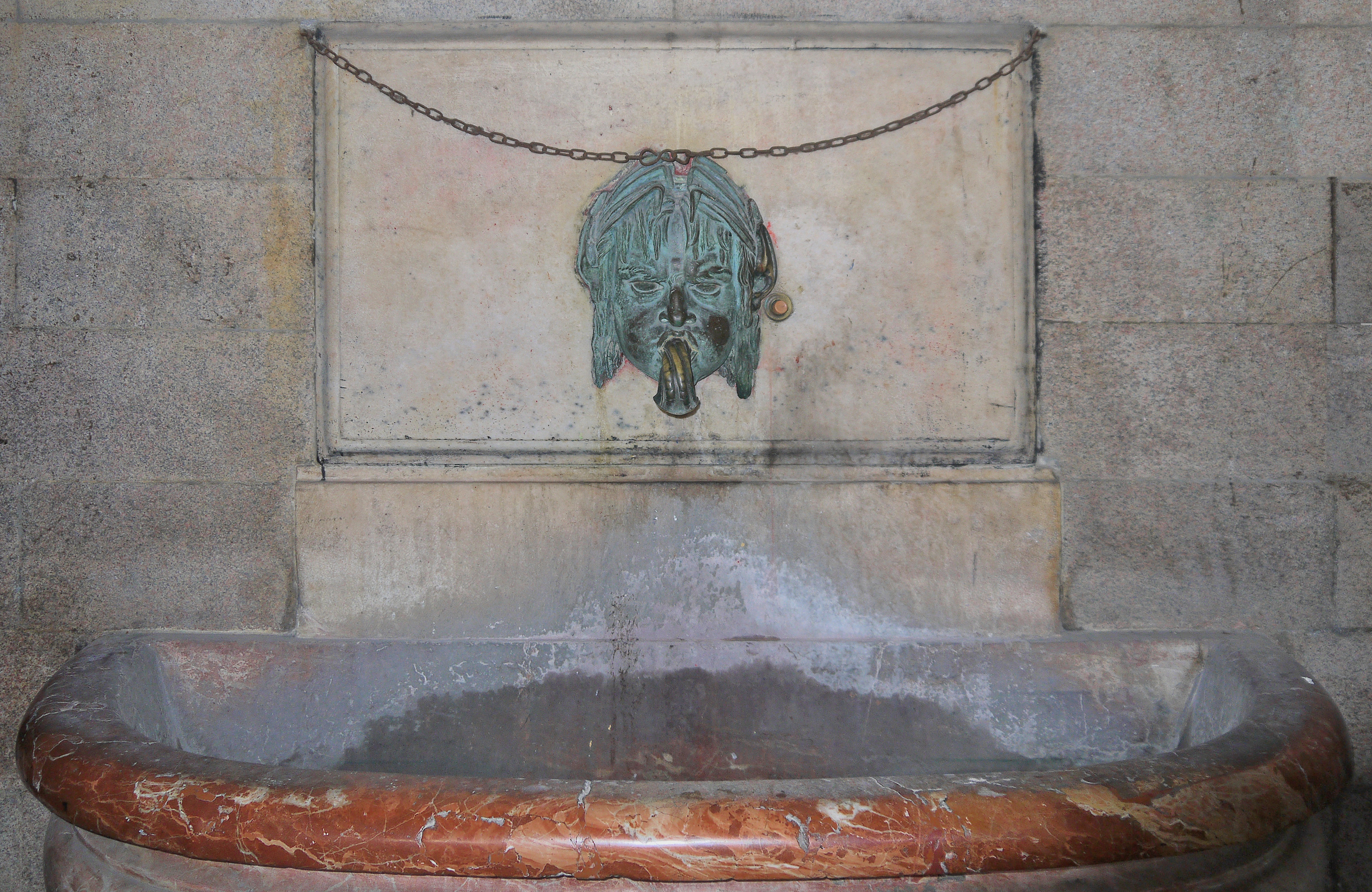
Accademia di Brera, la fontana

### Mostre
- "Paesaggi sonori", a cura di Luca Beatrice, galleria Rotta Farinelli, Genova.
- 2012 - Prova d’Artista, sperimentazione tra segno, grafica e colore, a cura di Francesca Porreca, Musei Civici del Castello Visconteo, Pavia.
- 2014 - Ipergrafie, Magazzini dell’Arte Contemporanea, Trapani.
- 2014 - MagnetikZone, Artix- Xi Galèria Meghìvò, a cura di Edit Fandly, Budapest.
- 2016 - Nothing is real, a cura di Luca Beatrice, Mao Museo d'arte orientale, Torino.
- 2016  - Texture di St-Art. L'artista del mese, Megastore Mondadori, Milano.

### Scritti
- Giovanna Fra e Flavio Ermini, Ali del colore: dall'essere all'impensato, il secondo corpo, il volto della costruzione, Verona, Anterem, 2007, SBN TSA1108262. Riflessioni di Silvia Ferrari.

### Opere in Musei
- Accademia di Belle Arti, Firenze.
- Museo d’Arte, Durazzo.
- Villa Reale, Monza.